# Општина Аугустин (Брашов)
Аугустин (рум. Augustin) општина је у Румунији у округу Брашов.
Oпштина се налази на надморској висини од 465 m.

## Становништво

### Хронологија
| Година       | 2005 | 2006 | 2007 | 2008 | 2009 | 2010 | 2011 | 2012 | 2013 | 2014 | 2015 | 2016 | 2017 |
| ------------ | ---- | ---- | ---- | ---- | ---- | ---- | ---- | ---- | ---- | ---- | ---- | ---- | ---- |
| Становништво | 1603 | 1624 | 1688 | 1749 | 1784 | 1844 | 1898 | 1951 | 1973 | 1995 | 2011 | 2057 | 2063 |